# AfterLife
AfterLife è il nono album in studio del gruppo musicale statunitense Five Finger Death Punch, pubblicato nel 2022.

## Tracce
1. Welcome to the Circus – 4:17
2. AfterLife – 4:04
3. Times Like These – 3:30
4. Roll Dem Bones – 3:20
5. Pick Up Behind You – 3:09
6. Judgement Day – 4:53
7. IOU – 4:28
8. Thanks for Asking – 3:19
9. Blood and Tar – 3:23
10. All I Know – 5:12
11. Gold Gutter – 3:54
12. The End – 3:44

## Formazione
- Ivan Moody – voce
- Zoltan Bathory – chitarra
- Andy James – chitarra, cori
- Chris Kael – basso, cori
- Charlie Engen – batteria, percussioni

## Classifiche
| Classifica (2022) | Posizione raggiunta |
| ----------------- | ------------------- |
| Regno Unito       | 19                  |
| Stati Uniti       | 10                  |